# Lanchy
Lanchy – miejscowość i gmina we Francji, w regionie Hauts-de-France, w departamencie Aisne.
Według danych na styczeń 2014 roku gminę zamieszkiwały 52 osoby, a gęstość zaludnienia wynosiła 14,4 osób/km².